# Zersetzung

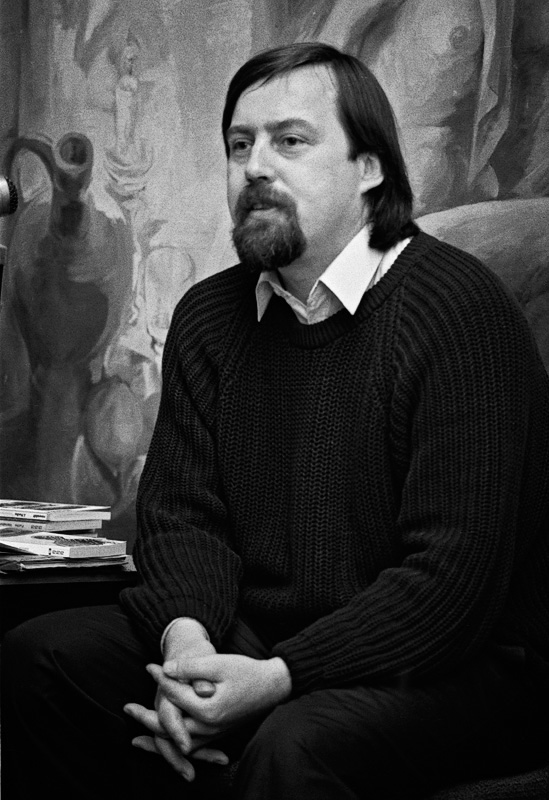
L'escriptor Jürgen Fuchs va ser objectiu amb mètodes de Zersetzung. Els va descriure com un «atac a l'ànima humana». Va morir d'una rara forma de leucèmia que creia que va ser causada per l'ús de dispositius de raigs X armats per part de la Stasi contra ell.

Zersetzung (de, en alemany per a descomposició i disrupció) va ser una tècnica de guerra psicològica utilitzada pel Ministeri de Seguretat de l'Estat (Stasi) per reprimir els oponents polítics a l'Alemanya Oriental durant les dècades de 1970 i 1980. La Zersetzung servia per combatre dissidents presumptes i reals a través de mitjans encoberts, utilitzant mètodes secrets de control abusiu i manipulació psicològica per evitar activitats antigovernamentals. Entre els trets definitoris hi havia l'ús generalitzat de mètodes ofensius de contraespionatge com a mitjà de repressió. Les persones eren atacades habitualment de manera preventiva i preventiva, per limitar o aturar activitats de dissidència política i incorrecció cultural que poguessin haver dut a terme, i no sobre la base de delictes que realment havien comès. Els mètodes de Zersetzung van ser dissenyats per trencar, soscavar i paralitzar les persones darrere d'una façana de normalitat social en una forma de repressió silenciosa.
La successió d’Erich Honecker a Walter Ulbricht com a primer secretari del Partit Socialista Unificat d'Alemanya (SED) el maig de 1971 va veure una evolució dels procediments operatius (Operative Vorgänge) duts a terme per la Stasi, allunyant-se del terror obert de l'era Ulbricht cap al que es va conèixer com a Zersetzung (Anwendung von Maßnahmen der Zersetzung), que es va formalitzar amb la Directiva núm. 1/76 sobre el desenvolupament i la revisió dels procediments operatius el gener de 1976. La Stasi utilitzava la psicologia operativa i la seva extensa xarxa d'entre 170.000 i més de 500.000 col·laboradors informals (inoffizielle Mitarbeiter) per llançar atacs psicològics personalitzats contra objectius per danyar la seva salut mental i reduir les possibilitats d'una acció hostil contra l'estat. Entre els col·laboradors hi havia joves de tan sols 14 anys.
L'ús de la Zersetzung està ben documentat gràcies als arxius de la Stasi publicats després de la caiguda del Mur de Berlín, amb estimacions de diversos milers o fins a 10.000 persones que van ser víctimes, 5.000 dels quals van patir danys irreversibles. S'han creat pensions especials per a la restitució per a les víctimes de la Zersetzung.

## Definició

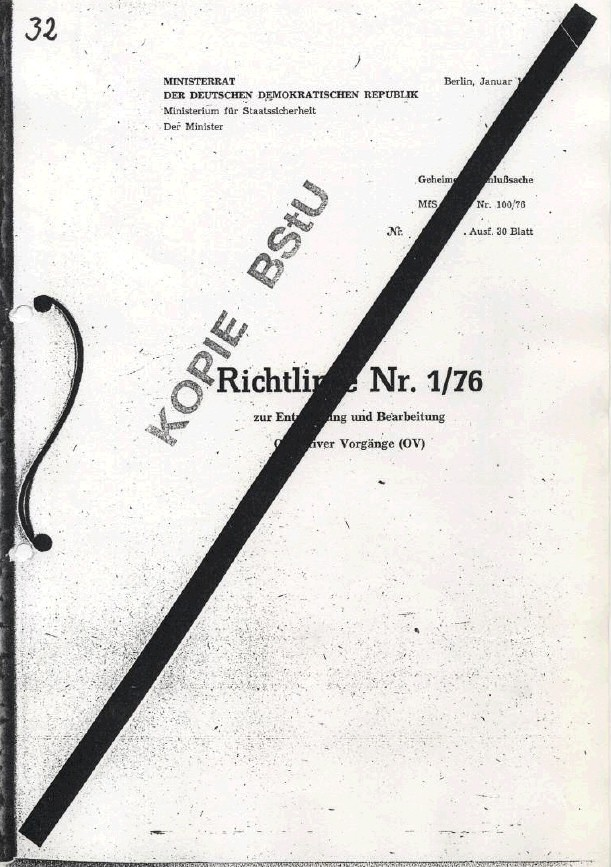
Directiva núm. 1/76 sobre el desenvolupament i la revisió dels procediments operatius, que descrivia l'ús de la Zersetzung al Ministeri de Seguretat de l'Estat

El Ministeri de Seguretat de l'Estat (en alemany: Ministerium für Staatssicherheit, MfS), conegut comunament com a Stasi, va ser el principal servei de seguretat de la República Democràtica Alemanya (Alemanya Oriental o RDA), i va definir la Zersetzung al seu diccionari d'operadors polítics de 1985 com...
| « | ... un mètode operatiu del Ministeri de Seguretat de l'Estat per a una lluita eficaç contra les activitats subversives, particularment en el tractament de les operacions. Amb la Zersetzung es pot influir en individus hostils i negatius a través de diferents activitats polítiques operatives, especialment els aspectes hostils i negatius de les seves disposicions i creences, de manera que aquests siguin abandonats i canviats a poc a poc, i, si escau, les contradiccions i diferències entre les forces hostils i negatives siguin posades al descobert, explotades i reforçades. L'objectiu de la Zersetzung és la fragmentació, la paràlisi, la desorganització i l'aïllament de les forces hostils i negatives, per tal d'impedir preventivament les activitats hostils i negatives, restringir-les en gran mesura o evitar-les totalment, i si escau, preparar el terreny per a un restabliment polític i ideològic. La Zersetzung és igualment un element constitutiu immediat dels procediments operatius i altres activitats preventives per impedir reunions hostils. La principal força emprada per implementar la Zersetzung són els col·laboradors no oficials. La Zersetzung pressuposa informació i proves significatives d'activitats hostils planificades, preparades i realitzades, així com punts d'ancoratge corresponents a mesures de Zersetzung. La Zersetzung s'ha de produir sobre la base d'una anàlisi de la causa arrel dels fets i la definició exacta d'un objectiu concret. La Zersetzung s'ha d'executar de manera uniforme i supervisada; els seus resultats s'han de documentar. La força explosiva política de la Zersetzung augmenta les exigències pel que fa al manteniment del secret. | » |

El terme Zersetzung es tradueix generalment com a descomposició, tot i que es pot traduir de diverses maneres com a decaïment, corrosió, socavament, biodegradació o dissolució. El terme es va utilitzar per primera vegada en un context fiscal a l'Alemanya nazi, és a dir, com a part del terme Wehrkraftzersetzung (o Zersetzung der Wehrkraft). En argot occidental, la Zersetzung es pot descriure com l'aplicació activa de procediments de desestabilització psicològica per part de l'aparell estatal.

## Context i objectius

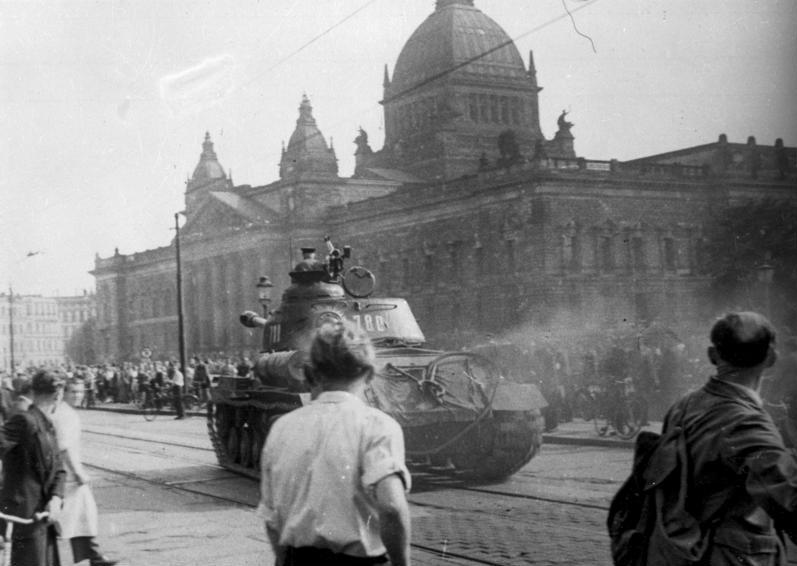
La revolta de 1953 a l'Alemanya Oriental va ser una de les primeres mostres d'oposició política oberta al Partit Socialista Unificat d'Alemanya.

La República Democràtica Alemanya (RDA) es va establir l'octubre de 1949 com un estat socialista de la Zona d'Ocupació Soviètica, i governada pel Partit Socialista Unificat d'Alemanya (SED). Durant la primera dècada d'existència de la RDA, el SED, sota el secretari general Walter Ulbricht, va consolidar el seu domini combatent obertament l'oposició política, que va sotmetre principalment a través del codi penal acusant-los d'incitació a la guerra o de crides al boicot i processant-los a través del poder judicial penal ordinari. El 1961, per contrarestar la pràctica de l'aïllacionisme de la RDA després de la construcció del Mur de Berlín, la repressió judicial es va abandonar gradualment. A finals de la dècada del 1960, el desig de la RDA de reconeixement internacional i apropament a la República Federal d'Alemanya (Alemanya Occidental) va conduir a un compromís d'adherir-se a la Carta de les Nacions Unides.
El 3 de maig de 1971, amb la benedicció dels líders de l’URSS, Erich Honecker va esdevenir primer secretari del SED, substituint Ulbricht per una presumpta raó de mala salut. Honecker va intentar polir la reputació internacional de la RDA mentre lluitava contra l'oposició interna intensificant els esforços de la Stasi per castigar els comportaments dissidents sense utilitzar el codi penal. La RDA va signar el Tractat Bàsic de 1972 amb l'Alemanya Occidental per respectar els drets humans, o si més no anunciar la seva intenció de fer-ho, i els Acords de Hèlsinki el 1975. En conseqüència, el règim del SED va decidir reduir el nombre de presos polítics, cosa que es va compensar practicant la repressió dissident sense empresonament ni sentències judicials.
El periodista britànic Luke Harding, que havia experimentat un tracte per part de l'FSB rus a la Rússia de Vladímir Putin similar al de la Zersetzung, escriu al seu llibre:
| « | Tal com l'aplica la Stasi, la Zersetzung és una tècnica per subvertir i soscavar un oponent. L'objectiu era interrompre la vida privada o familiar de l'objectiu perquè no pogués continuar les seves activitats hostil-negatives envers l'estat. Normalment, la Stasi utilitzava col·laboradors per obtenir detalls de la vida privada d'una víctima. Aleshores, ideaven una estratègia per desintegrar les circumstàncies personals de l'objectiu: la seva carrera, la seva relació amb el seu cònjuge, la seva reputació a la comunitat. Fins i tot intentaven alienar-los dels seus fills. [...] L'objectiu del servei de seguretat era utilitzar la Zersetzung per desconnectar els opositors al règim. Després de mesos i fins i tot anys de Zersetzung, els problemes domèstics d'una víctima es van fer tan grans, tan debilitants i tan psicològicament pesats que perdien la voluntat de lluitar contra l'estat de l'Alemanya Oriental. El millor de tot era que el paper de la Stasi en les desgràcies personals de la víctima romania temptadorament ocult. Les operacions de la Stasi es van dur a terme en complet secret operatiu. El servei actuava com un déu invisible i malèvol, manipulant els destins de les seves víctimes. Va ser a mitjans de la dècada del 1970 que la policia secreta de Honecker va començar a emprar aquests mètodes pèrfids. En aquell moment, la RDA finalment estava aconseguint respectabilitat internacional. [...] El predecessor de Honecker, Walter Ulbricht, era un mató estalinista a l'antiga. Va utilitzar mètodes de terror obert per sotmetre la seva població de la postguerra: judicis espectacle, detencions massives, camps, tortura i la policia secreta. Però dues dècades després que l'Alemanya de l'Est s'hagués convertit en un paradís comunista d'obrers i camperols, la majoria dels ciutadans hi van estar d'acord. Quan un nou grup de dissidents va començar a protestar contra el règim, Honecker va arribar a la conclusió que calien tàctiques diferents. El terror massiu ja no era apropiat i podria danyar la reputació internacional de la RDA. Es requeria una estratègia més intel·ligent. [...] L'aspecte més insidiós de la «Zersetzung» és que gairebé sempre no es creu a les seves víctimes. | » |

## A la pràctica
La Stasi va utilitzar la Zersetzung essencialment com a mitjà d'opressió psicològica i persecució. Les troballes de la psicologia operativa es van formular en mètode a la Facultat de Dret de la Stasi (Juristische Hochschule der Staatssicherheit, o JHS) i es van aplicar als oponents polítics en un esforç per soscavar la seva autoconfiança i autoestima. Les operacions estaven dissenyades per intimidar-los i desestabilitzar-los sotmetent-los a decepcions repetides, i per alienar-los socialment interferint i interrompent les seves relacions amb els altres, com en el cas del soscavament social. L'objectiu era induir crisis personals a les víctimes, deixant-les massa nervioses i angoixades psicològicament per tenir el temps i l'energia per a l'activisme antigovernamental. La Stasi va ocultar intencionadament el seu paper com a cervell de les operacions. L'autor Jürgen Fuchs va ser víctima de la Zersetzung i va escriure sobre la seva experiència, descrivint les accions de la Stasi com a crim psicosocial i un assalt a l'ànima humana.
Tot i que les seves tècniques s'havien establert de manera efectiva a finals de la dècada del 1950, la Zersetzung no es va definir rigorosament fins a mitjans de la dècada del 1970, i només llavors va començar a dur-se a terme de manera sistemàtica a les dècades de 1970 i 1980. És difícil determinar quantes persones van ser atacades, ja que les fonts han estat deliberadament i considerablement redactades; se sap, però, que les tàctiques van variar en abast i que van ser implementades per diversos departaments diferents. En general, hi havia una proporció de quatre o cinc operadors autoritzats de Zersetzung per a cada grup objectiu i tres per a cada individu. Algunes fonts indiquen que unes 5.000 persones van ser víctimes persistents de la Zersetzung. A la Facultat d'Estudis Jurídics, el nombre de tesis presentades sobre el tema de la Zersetzung va ser de dos dígits. També tenia un manual d'ensenyament complet de 50 pàgines sobre la Zersetzung, que incloïa nombrosos exemples de la seva pràctica.

### Unitats implicades
Gairebé tots els departaments de la Stasi van participar en les operacions de la Zersetzung, tot i que en primer lloc hi havia la seu de la direcció XX de la Stasi (Hauptabteilung XX) a Berlín, i les seves oficines divisionals en el govern regional i municipal. La funció de la seu i de l'Abteilung XX era mantenir la vigilància de les comunitats religioses; els establiments culturals i mediàtics; els partits polítics alternatius; les nombroses organitzacions socials de masses afiliades a l'establishment polític de la RDA; l'esport; i els serveis educatius i sanitaris — cobrint eficaçment tots els aspectes de la vida cívica. La Stasi va fer ús dels mitjans que tenien a la seva disposició dins i com a circumstància del sistema social tancat de la RDA. Una xarxa de col·laboració establerta i políticament motivada (politisch-operatives Zusammenwirken o POZW) els proporcionava àmplies oportunitats d'interferència en situacions com la sanció de professionals i estudiants, l'expulsió d'associacions i clubs esportius, i detencions ocasionals per part de la Volkspolizei (la policia nacional quasi militar de la RDA). També es van acordar la denegació de permisos per viatjar a estats socialistes o la denegació d'entrada als passos fronterers txecoslovacs i polonesos on no existia el requisit de visat. Els diversos col·laboradors (Partner des operaten Zusammenwirkens) incloïen branques del govern regional, la gestió universitària i professional, organismes administratius d'habitatge, la caixa d'estalvis pública Sparkasse i, en alguns casos, metges de capçalera. Els departaments de la Línia III (Observació), l'Abteilung 26 (Vigilància telefònica i d'habitacions) i l'M (Comunicacions postals) de la Stasi van proporcionar informació bàsica essencial per al disseny de les tècniques de Zersetzung, i l'Abteilung 32 va adquirir la tecnologia necessària.
La Stasi va col·laborar amb els serveis secrets d'altres països del Bloc de l'Est per implementar la Zersetzung. Un exemple d'això va ser la cooperació dels serveis secrets polonesos contra les branques de l'organització dels Testimonis de Jehovà a principis dels anys seixanta, cosa que es coneixeria com a innere Zersetzung (subversió interna).

### Ús contra individus
La Stasi va aplicar la Zersetzung abans, durant, després o en lloc d'empresonar l'individu objectiu. La implementació de la Zersetzung - anomenada eufemísticament Operativer Vorgang ('procediment operatiu') - generalment no tenia com a objectiu recopilar proves contra l'objectiu per iniciar un procediment penal. Més aviat, la Stasi considerava la Zersetzung com una mesura separada que s'utilitzava quan els procediments judicials oficials no eren desitjables per motius polítics, com ara la imatge internacional de la RDA. No obstant això, en certs casos, la Stasi va intentar atrapar individus, com per exemple en el cas de Wolf Biermann: la Stasi el va enganyar amb menors, amb l'esperança que després poguessin presentar càrrecs penals. Els delictes objectiu d'aquesta trampa no eren polítics, com ara la possessió de drogues, el tràfic, el robatori, el frau financer i la violació.
| «                                      | «...la Stasi sovint utilitzava un mètode realment diabòlic. Es deia Zersetzung, i es descriu en una altra guia. La paraula és difícil de traduir perquè originalment significa biodegradació. Però en realitat és una descripció força precisa. L'objectiu era destruir en secret l'autoconfiança de la gent, per exemple danyant la seva reputació, organitzant fracassos a la seva feina i destruint les seves relacions personals. Tenint això en compte, l'Alemanya Oriental era una dictadura molt moderna. La Stasi no intentava arrestar tots els dissidents. Preferia paralitzar-los, i ho podia fer perquè tenia accés a molta informació personal i a moltes institucions.» | » |
| — —Hubertus Knabe, historiador alemany | |   |

La Directiva 1/76 enumera les següents formes provades i comprovades de Zersetzung, entre d'altres:
| «                                                                                        | Una degradació sistemàtica de la reputació, la imatge i el prestigi sobre la base d'informació veraç, verificable i desacreditadora, juntament amb informació falsa, creïble, irrefutable i, per tant, també desacreditadora; una enginyeria sistemàtica de fracassos socials i professionals per soscavar l'autoconfiança dels individus;... generar dubtes sobre les perspectives de futur; generar desconfiança i sospita mútua dins dels grups.. interrompre o impedir les relacions mútues dins d'un grup en l'espai o el temps..., per exemple mitjançant... assignar llocs de treball geogràficament distants. | » |
| — Directiva núm. 1/76 de gener de 1976 per al desenvolupament de procediments operatius. | |   |

Començant amb la intel·ligència obtinguda mitjançant l'espionatge, la Stasi va establir  sociogrames i psicogrames que aplicava per a les formes psicològiques de Zersetzung. Van explotar trets personals, com l'homosexualitat, així com suposades debilitats de caràcter de l'individu objectiu — exemple, un fracàs professional, negligència en els deures parentals, interessos pornogràfics, divorci, alcoholisme, dependència de medicaments, tendències criminals, passió per una col·lecció o un joc, o contactes amb cercles d'extrema — o fins i tot el vel de la vergonya dels rumors vessats sobre el cercle de coneguts. Des del punt de vista de la Stasi, les mesures van ser més fructíferes quan s'aplicaven en relació amb una personalitat; calia evitar tot esquematisme.
Les tàctiques i els mètodes contractats sota la Zersetzung generalment implicaven la interrupció de la vida privada o familiar de la víctima. Això sovint incloïa atacs psicològics, en forma de fer llum de gas. Altres pràctiques incloïen danys materials, sabotatge de cotxes, tractament mèdic intencionadament incorrecte, campanyes de desprestigi, inclòs l'enviament de fotos o documents falsificats i comprometedors a la família de la víctima, denúncia, provocació, guerra psicològica, subversió psicològica, escoltes telefòniques i micròfons.

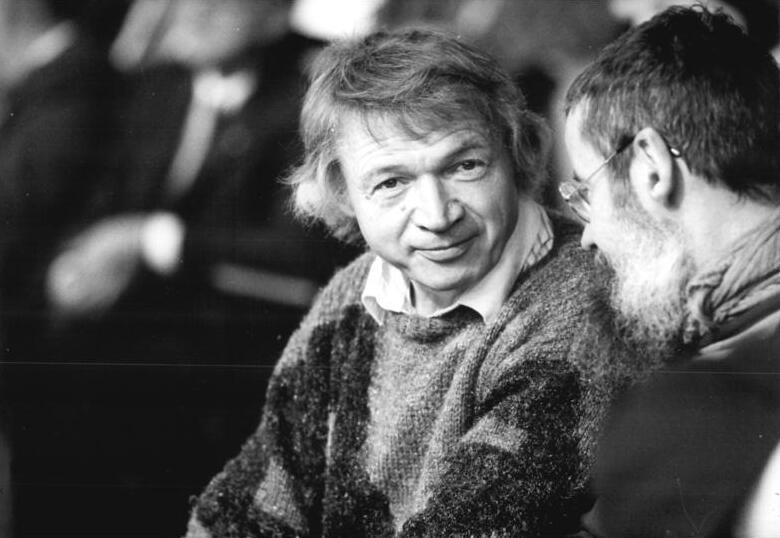
Rudolf Bahro va ser perseguit per la Stasi utilitzant mètodes de la Zersetzung. Com altres dissidents, va morir d'un cas de càncer que se sospita que va ser causat per dispositius de raigs X armats.

En nom de l'objectiu, la Stasi feia petits anuncis, encarregava productes i feia trucades d'emergència per terroritzar-los. Per amenaçar, intimidar o causar psicosis, la Stasi s'assegurava l'accés als habitatges de l'objectiu i deixava rastres visibles de la seva presència afegint, traient i modificant objectes com ara els mitjons del calaix o alterant l'hora en què estava programat un despertador.

### Ús contra grups i relacions socials
La Stasi manipulava les relacions d'amistat, amor, matrimoni i família mitjançant cartes anònimes, telegrames i trucades telefòniques, així com fotos comprometedores, sovint alterades. D'aquesta manera, se suposava que pares i fills es convertien sistemàticament en estranys els uns pels altres. Per provocar conflictes i relacions extramatrimonials, la Stasi va posar en marxa seduccions dirigides per part d’agents de Romeo. Un exemple d'això va ser l'intent de seducció d’Ulrike Poppe per part d'agents de la Stasi que van intentar trencar el seu matrimoni.
Per a la Zersetzung dels grups, els va infiltrar amb col·laboradors no oficials, de vegades menors d'edat. La tasca dels grups d'oposició es veia obstaculitzada per contraproposicions permanents i discòrdia per part dels col·laboradors no oficials a l'hora de prendre decisions. Per sembrar la desconfiança dins del grup, la Stasi va fer creure que certs membres eren col·laboradors no oficials; a més, difonent rumors i fotos manipulades, la Stasi va fingir indiscrecions amb col·laboradors no oficials o va col·locar membres de grups específics en llocs administratius per fer creure als altres que això era una recompensa per l'activitat d'un col·laborador no oficial. Fins i tot van despertar sospites sobre certs membres del grup assignant privilegis, com ara habitatge o un cotxe personal. A més, l'empresonament de només certs membres del grup va generar sospites.

## Grups objectiu

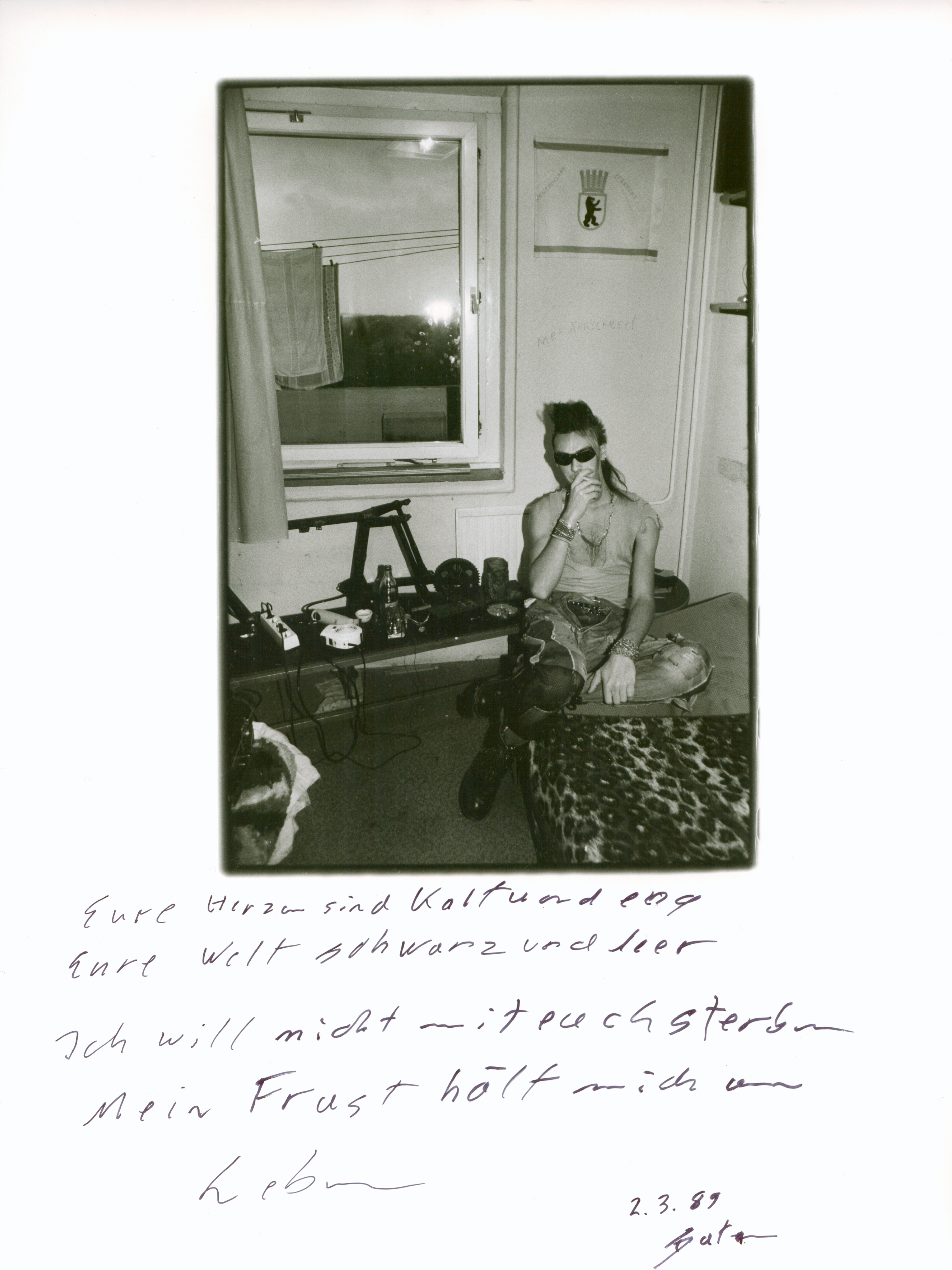
Els punks eren un d'aquests grups que es consideraven culturalment i políticament incorrectes, i per tant considerats hostils negatius. Això va portar a ser perseguits amb la bateria habitual de mètodes de descomposició que s'utilitzaven per desacreditar individus i fragmentar, desorientar i [...] dissoldre els diversos grups.

La Stasi utilitzava tàctiques de Zersetzung tant contra individus com contra grups. No hi havia cap grup objectiu homogeni en particular, ja que l'oposició a la RDA provenia de diverses fonts. Els plans tàctics s'adaptaven, per tant, per separat a cada amenaça percebuda. No obstant això, la Stasi va definir diversos grups objectiu principals:
- associacions de persones que sol·liciten visats col·lectius per viatjar a l'estranger

- grups d'artistes crítics amb el govern

- grups d'oposició religiosa

- grups de subcultura juvenil

- grups que donen suport a l'anterior (organitzacions de drets humans i pau, les que ajuden a la sortida il·legal de la RDA i moviments d'expatriats i desertors).

Entre els individus destacats objectiu de les operacions de Zersetzung incloïen Jürgen Fuchs, Gerulf Pannach, Rudolf Bahro, Robert Havemann, Rainer Eppelmann, Reiner Kunze, el marit i la dona Gerd i Ulrike Poppe i Wolfgang Templin.

## Conscienciació pública i aspectes legals
Un cop conscient del seu propi estatus com a objectiu, l'opositor de la RDA, Wolfgang Templin, va intentar, amb cert èxit, portar els detalls de les activitats de la Zersetzung de la Stasi a l'atenció dels periodistes occidentals. El 1977, Der Spiegel va publicar una sèrie d'articles en cinc parts, Du sollst zerbrechen! ('T'esfondraràs!'), de l'exiliat Jürgen Fuchs, en què descriu la psicologia operativa de la Stasi. La Stasi va intentar desacreditar Fuchs i el contingut d'articles similars, publicant al seu torn afirmacions que tenia una visió paranoica de la seva funció, i amb la intenció que Der Spiegel i altres mitjans de comunicació assumissin que patia un complex de persecució. Això, però, va ser refutat pels documents oficials de la Stasi examinats després de Die Wende (el canvi de poder polític a la RDA el 1989-90).
Com que l'escala i la naturalesa de la Zersetzung eren desconegudes tant per a la població general de la RDA com per a la gent de l'estranger, les revelacions de les tàctiques malicioses de la Stasi van ser rebudes amb cert grau d'incredulitat per part dels afectats. Molts encara avui expressen incomprensió sobre com els col·laboradors de la Stasi van poder haver participat en accions tan inhumanes.
Com que la Zersetzung en conjunt, fins i tot després de 1990, no es considerava il·legal a causa del principi de nulla poena sine lege (cap pena sense llei), els tribunals no podien fer complir les accions contra la seva participació en la seva planificació o implementació. Com que aquesta definició legal específica de la Zersetzung com a delicte no existia, només es podien denunciar casos individuals de les seves tàctiques. Els actes que fins i tot segons la llei de la RDA eren delictes (com ara la violació del Briefgeheimnis, el secret de la correspondència) havien de ser denunciats a les autoritats de la RDA poc després d'haver-se comès per no estar subjectes a una clàusula de prescripció. Moltes de les víctimes van experimentar la complicació addicional que la Stasi no era identificable com l'originadora en casos de lesions personals i desgràcies. Els documents oficials en què es registraven els mètodes de la Zersetzung sovint no tenien validesa als tribunals, i la Stasi tenia molts arxius que detallaven la seva implementació real destruïts.
Llevat que hagin estat detinguts durant almenys 180 dies, els supervivents de les operacions Zersetzung, d'acord amb l'article 17a d'una llei de rehabilitació de 1990 (la Strafrechtlichen Rehabilitierungsgesetzes, o StrRehaG), no tenen dret a una compensació econòmica. Els casos d'assetjament demostrable i sistemàticament efectuat per la Stasi, que resultin en pèrdues relacionades amb l'ocupació i/o danys a la salut, es poden perseguir en virtut d'una llei que cobreixi la resolució de danys i perjudicis (Unrechtsbereinigungsgesetz, o 2. SED-UnBerG) com a reclamacions de rehabilitació laboral o rehabilitació en virtut del dret administratiu. Aquestes anul·len certes disposicions administratives de les institucions de la RDA i en confirmen la inconstitucionalitat. Aquesta és una condició per als pagaments d'igualació social especificats al Bundesversorgungsgesetz (la llei d'ajuda a les víctimes de la Guerra de 1950). També es poden sol·licitar pagaments d'igualació de danys per pensions i per pèrdues de guanys en els casos en què la victimització va continuar durant almenys tres anys, i quan els sol·licitants poden demostrar la necessitat. Tanmateix, els exemples anteriors de recerca de justícia s'han vist obstaculitzats per diverses dificultats que han experimentat les víctimes, tant per proporcionar proves de la intromissió de la Stasi en les àrees de salut, béns personals, educació i ocupació, com per rebre el reconeixement oficial que la Stasi era responsable dels danys personals (incloses les lesions psicològiques) com a resultat directe de les operacions de la Zersetzung.

## Ús de tècniques similars en altres països
Sota el mandat de Vladímir Putin, s'ha informat que les agències de seguretat i intel·ligència russes han contractat tècniques similars contra diplomàtics i periodistes estrangers a Rússia i altres estats de l'exURSS.

Un agregat de defensa britànic, el contraalmirall Tim Woods, va declarar que va ser objectiu de mètodes semblants a la Zersetzung durant la seva estada a Ucraïna el 2020, en el context general dels preparatius russos per a la invasió. Va declarar: 
| « | La meva dona i jo rebíem, diguem-ne, convidats no convidats al nostre apartament. Hi va haver una ocasió el 2020, quan jo estava de viatge, i ella va sentir soroll a mitja nit. I quan se n'havia anat a dormir la nit anterior, la nostra filla, que aleshores tenia un any, tenia un gran trencaclosques a terra que hi havia a les quatre cantonades del menjador. I la meva dona va entrar al matí, tot estava molt ben fet. Hi havia altres vegades que els canelobres estaven amunt, moguts cap per avall. I les coses es movien de manera demostrable per saber, només per fer-nos saber que, ja sabeu, ens havien visitat i que podien fer-ho. | » |

El 2016, la premsa americana va informar que els serveis secrets russos estaven duent a terme un assetjament similar a la Zersetzung contra diplomàtics nord-americans destinats a Moscou, així com a diverses altres capitals europees es va dir que els esforços del govern dels Estats Units per plantejar el problema al Kremlin no van tenir cap reacció positiva. La resposta de l'ambaixada russa va ser citada per The Washington Post com una admissió i defensa implícita de l'assetjament com a resposta al que Rússia va anomenar provocacions i maltractaments nord-americans als diplomàtics russos als Estats Units. El portaveu del Ministeri d'Afers Exteriors rus va acusar, al seu torn, l'FBI i la CIA de provocacions i pressió psicològica respecte als diplomàtics russos.
El 2012, The Times of Israel va informar que els funcionaris d'intel·ligència dels EUA estaven cada cop més preocupats per les formes d'assetjament que implicaven l'entrada en apartaments d'agents de la CIA a Israel i la interferència i la reorganització d'objectes. Va informar en un cas, i va considerar-ho juntament amb altres incidents, que «un agent de la CIA a Israel va tornar a casa i va trobar que el menjar de la nevera havia estat reorganitzat. En tots els casos, el govern dels EUA creu que els serveis de seguretat d'Israel van ser els responsables».